# Schneeböden
Die Schneeböden, auf historischen Karten auch Riedereck, sind ein dem Risserkogel östlich vorgelagerter Bergrücken, der im Seebühel über dem Riederecksee seinen Abschluss findet. Der Grat verläuft bis zum Seebühel auf etwa 1600 m Höhe und fällt an dem Seebühel steiler bis zum Riederecksattel ab.
Der latschenbewehrte Grat ist weitgehend weglos erreichbar und ohne Gipfelkreuz.